# Le Ramat de la typographie
Le Ramat de la typographie (abrégé ci-après en Ramat) est un code typographique de langue française, incluant les particularisations canadiennes, rédigé par le franco-canadien Aurel Ramat depuis 1982.

## Réception critique
Selon Jacques André, le Ramat fait partie des quatre ouvrages de référence en français avec le Code typographique, le Guide du typographe et le Lexique des règles typographiques en usage à l'Imprimerie nationale ; il précise que : « Ces divers ouvrages sont, au niveau du détail, souvent incohérents, voire contradictoires. Un auteur a essayé d’en faire à la fois une analyse critique et une synthèse basée sur des principes globaux et non sur une collection de règles éparses. Son œuvre posthume et inachevée a été mise récemment sur le web : Jean-Pierre Lacroux, Orthotypographie, 2007. »